# 皆川達也
皆川 達也（みながわ たつや、7月11日 - ）は日本の男性声優。以前はエーエス企画に所属していた。現在はフリー。千葉県出身。

## 出演作品
※太字はメインキャラクター。

### テレビアニメ
2012年
- アマガミSS+ plus（花園聖治）

### ゲーム
2009年
- アマガミ（花園聖治）

### ラジオ
- トークひぽぽたます（FM世田谷）

### 映画
- 恋するマドリ

### 舞台
- さくら（園部郁夫）
- MESSAGE（柴虎太郎）

### ボイスドラマ
- ソードアート・オンライン ボイス（キリト[1]）